# Rose McGowan
Rose Arianna McGowan (Florence, Italië, 5 september 1973) is een Amerikaans actrice en activiste. Ze is vooral bekend vanwege haar rol als Paige Matthews in de televisieserie Charmed, die ze vertolkte van 2001 tot en met 2006.
Na een bewogen jeugd - ze groeide op in de sekte Children of God en was als tiener tijdenlang dakloos - maakte ze in de jaren '90 carrière in de film, vaak als 'bad girl' in hevig geseksualiseerde rollen. Ze vond een jong publiek met haar rol in de televisieserie Charmed en verwierf enkele bekendheid met haar rol in de dubbele filmvertoning Grindhouse (2007). Ze werd in 2008 genomineerd voor een Saturn Award voor haar bijrol in de film. Vlak hierna nam ze afstand van haar acteercarrière en ze keert sindsdien nog enkel incidenteel terug als actrice.
In recenter jaren treedt McGowan op als activiste voor vrouwenrechten en laat zich in interviews kritisch uit over Hollywood. Ze kwam in het najaar van 2017 uitgebreid in het nieuws toen ze aanklachten van verkrachting maakte tegen filmbaas Harvey Weinstein.

## Jeugd
McGowan werd geboren als de tweede van uiteindelijk zes kinderen van de Frans-Amerikaanse schrijfster Terri en de uit Ierland afkomstige Amerikaanse artiest Daniel McGowan. McGowan groeide op in een omgeving waarin de sekte Children of God centraal stond. In haar boek schreef McGowan dat haar vader manisch depressief was en in de jaren '70 verslaafd raakte aan heroïne; in diezelfde periode kwam hij in aanraking met de sekte. Hoewel haar moeder de sekte in 1978 verliet, bleef het een grote rol in haar leven spelen.
Omdat haar vader contacten had met de Italiaanse modewereld, werd McGowan op 3-jarige leeftijd een model voor onder andere het tijdschrift Vogue Bambini. Nadat haar vader zijn echtgenote verliet voor een kindermeisje, nam haar moeder de opvoeding van de kinderen over. McGowan vertelde in een later interview dat zij echter degene was die de verantwoordelijkheid op zich nam voor haar kleinere broers en zussen. Omdat er binnen de sekte veel incidenten rondom kindermishandeling plaatsvonden, verliet de familie de sekte en dook onder in een dorpje in Toscane. Haar ouders scheidden toen McGowan negen jaar oud was. Niet veel later verhuisde de familie naar de Verenigde Staten; aanvankelijk werd McGowan gestuurd naar haar stiefgrootmoeder in Gig Harbor in Washington; in haar boek beschreef McGowan haar eerste ervaring met de Verenigde Staten als moeizaam. Na enkele maanden werd McGowan naar haar vader gestuurd in Evergreen (Colorado). Niet veel later verhuisde ze naar haar moeder, die inmiddels een sociale huurwoning had gevonden in Eugene (Oregon) en een nieuwe relatie kreeg met een man met twee dochters, waarvan een hem later beschuldigde van misbruik. In haar jeugd fluctueerde ze regelmatig tussen de twee woonadressen in Colorado en Oregon.
Toen McGowan dertien jaar oud was, experimenteerde ze met de drug lsd en overtuigde een toenmalige partner van haar moeder, die McGowan in haar boek beschreef als "kwaadaardige dronkaard", haar dat McGowan verslaafd was aan drugs. In 1989 werd ze hiervoor naar een afkickkliniek gestuurd. Hierna vervreemdde McGowan zich van haar familie en was ze een jaar lang dakloos. Over deze periode schreef McGowan: "Dakloos zijn in Oregon is buitengewoon onprettig. Het was altijd koud en het regende. [..] En de honger. Ik had altijd honger." McGowan reisde enige tijd rond door de westkust, maar na een periode zonder voedsel besloot ze niet langer dakloos te willen zijn. Zo verhuisde ze naar Seattle om bij haar tante in te trekken. Later woonde ze bij haar vader in zowel Seattle als Montreal en bezocht ze een kunstacademie. Ze had in deze periode verscheidene bijbaantjes, zo werkte ze in een uitvaartcentrum en een filmtheater.
In haar boek schreef McGowan dat ze in deze periode mentaal en fysiek door haar vader werd mishandeld en dat hij $ 300 dollar per maand aan huur van haar eiste. Ze had advertenties gezien waarin werd opgeroepen voor figuranten in een film. Ze meldde zich hiervoor aan en kreeg zo een figurantenrol in Class of 1999 (1990) met Malcolm McDowell en Pam Grier. Op de set raakte ze bevriend met Joshua John Miller, met wie ze een levenslange vriendschap opbouwde en later samen mee werkte aan haar regiedebuut Dawn. Millers moeder motiveerde McGowan om naar Hollywood te verhuizen om carrière te maken in de filmindustrie.

## Carrière

### Begin van een carrière & doorbraak
McGowan reisde in 1990 naar Los Angeles en bemachtigde een kleine rol in de tienerfilm Encino Man (1992). Na enkele maanden in Los Angeles te hebben doorgebracht, emancipeerde ze zich via de rechter van haar vader en trok voor enkele tijd in bij haar moeder, die reeds naar Los Angeles was verhuisd. Later woonde ze samen met een oudere man, de zoon van een Hollywood-producent. Ze volgde lessen op Hollywood High School, maar na enkele maanden verliet ze de school zonder diploma.
McGowans grote doorbraak kwam met de hoofdrol in de cultfilm The Doom Generation (1995), waarin McGowan een losgeslagen tiener speelt. McGowan vertelde dat ze de rol kreeg aangeboden toen ze via vrienden in contact kwam met regisseur Gregg Araki. Aanvankelijk had ze haar droom om carrière te maken al opgegeven: "Mijn beeld van acteurs berustte op stereotypes, dat acteurs egoïstisch zijn, zelfingenomen, op zoek naar faam." Desondanks accepteerde ze een ontmoeting met Araki, omdat ze had vernomen dat de hoofdrolspeelster $ 10.000 dollar zou ontvangen. Ze kreeg de rol en vertelde dat ze voor haar vertolking inspiratie haalde uit haar eigen jeugd. De film ging in januari 1995 in première op het Sundance Film Festival.
Na kleine verschijningen in de films Bio-Dome (1996) en Kiss & Tell (1997), bereikte McGowan een groter publiek met de rol van Tatum Riley in Wes Cravens horrorfilm Scream (1996). Hierna speelde ze voornamelijk in films die kleinschalig werden uitgebracht.
McGowan groeide in deze periode uit tot een sekssymbool en werd een terugkerend model voor het merk Bebe. Zo werd ze gekozen voor de rol van sekssymbool Clara Bow, maar het project werd al snel van de baan gehaald. In 1997 was ze een eregast bij de Sundance Film Festival, maar McGowan verliet de bijeenkomst toen haar beste vriend zelfmoord pleegde.
Ze verscheen in verschillende films geproduceerd door Miramax, zoals Going All the Way (1997) en Phantoms (1998). In deze periode speelde McGowan voornamelijk kwaadaardige personages in films, waaronder als de moordende Debbie Strand in Devil in the Flesh (1998) en de sociopaat Courtney Alice Shayne in Jawbreaker (1999). Haar rol in Jawbreaker baseerde ze op het personage dat Gene Tierney vertolkte in Leave Her to Heaven (1945); voor haar rol werd ze genomineerd voor een MTV Movie Award.
Hierna maakte ze een reeks commerciële flops. McGowan liet zich negatief uit over de kwaliteit van de films, maar accepteerde de rollen naar eigen zeggen omdat ze het geld nodig had.

### Hernieuwd succes

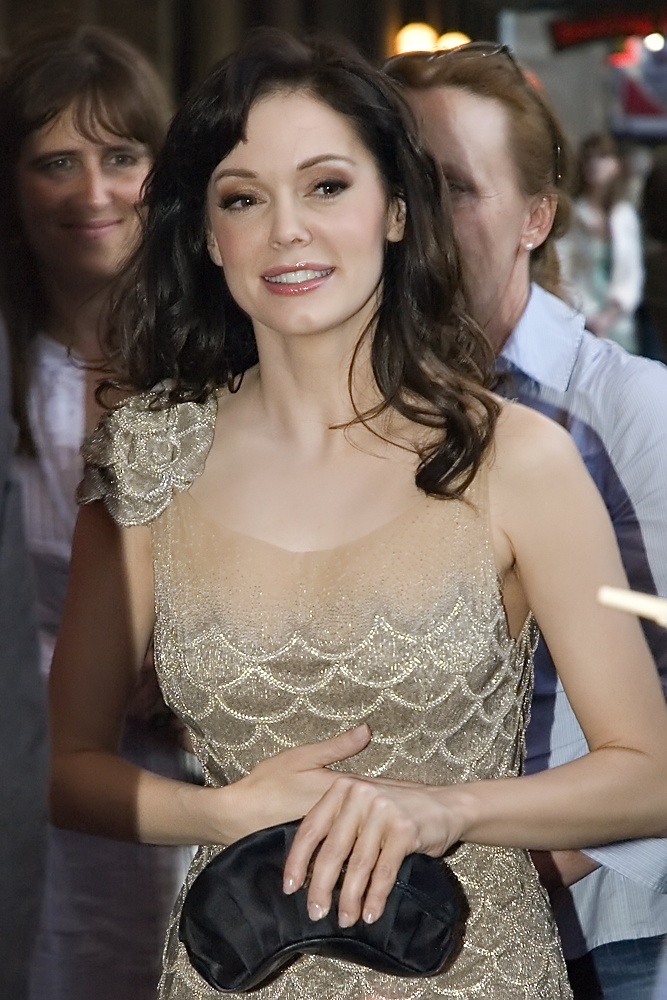
McGowan bij de première van Grindhouse in maart 2007

In het najaar van 2001 kreeg McGowan de rol van Paige Matthews in de succesvolle televisieserie Charmed aangeboden door Aaron Spelling. McGowan was destijds naar eigen zeggen geblacklist in Hollywood ten gevolge van haar aanklachten tegen producent Harvey Weinstein en ging daarom in op het aanbod om in de televisiewereld carrière te maken. McGowan diende als vervanger van Shannen Doherty, die het vorige seizoen werd ontslagen. McGowan speelde vijf seizoenen lang de jongste zus van Holly Marie Combs en Alyssa Milano. In haar autobiografie schreef ze haar jaren bij de serie als een "moeizame periode" die ze als zeer monotoon ervoer: "Ik werd gek. Dag na dag, maand na maand, jaar na jaar, werden mijn hersenen opgeslokt door domme dialogen die slechts enkel afweken van de vorige aflevering. [..] Het was een gevangenis voor mijn geest. Langzamerhand raakte ik grip op de realiteit kwijt. En ik voelde me o zo eenzaam."
Ondanks de lange werkdagen, bleef McGowan in verschillende films spelen. Zo vertolkte ze de roodharige actrice/zangeres Ann-Margret in de miniserie Elvis (2005) en had ze een kleine rol in Brian De Palma's The Black Dahlia (2006). In het laatste seizoen van Charmed boden de producenten haar aan uitvoerend producent van de serie te worden. Omdat haar geen extra salaris betaald zou worden, wees McGowan dit af.
McGowan ontmoette regisseur Robert Rodriguez op het Filmfestival van Cannes van 2005. Hij raakte onder de indruk van haar en bood haar een auditie aan voor zijn opkomende film Planet Terror (2007). De opnames vonden plaats toen McGowan nog twee maanden verplichtingen had aan Charmed. Ze vloog heen en weer om zowel mee te kunnen werken aan Planet Terror als een contactbreuk met Charmed te vermijden. Ze vertelde in een interview dat ze in deze periode last had van uitputting en als resultaat enorm in gewicht afviel. Naast het spelen in Planet Terror, kreeg McGowan ook een bijrol in Quentin Tarantino's tegenhanger Death Proof (2007). De films werden gezamenlijk uitgebracht onder de titel Grindhouse.

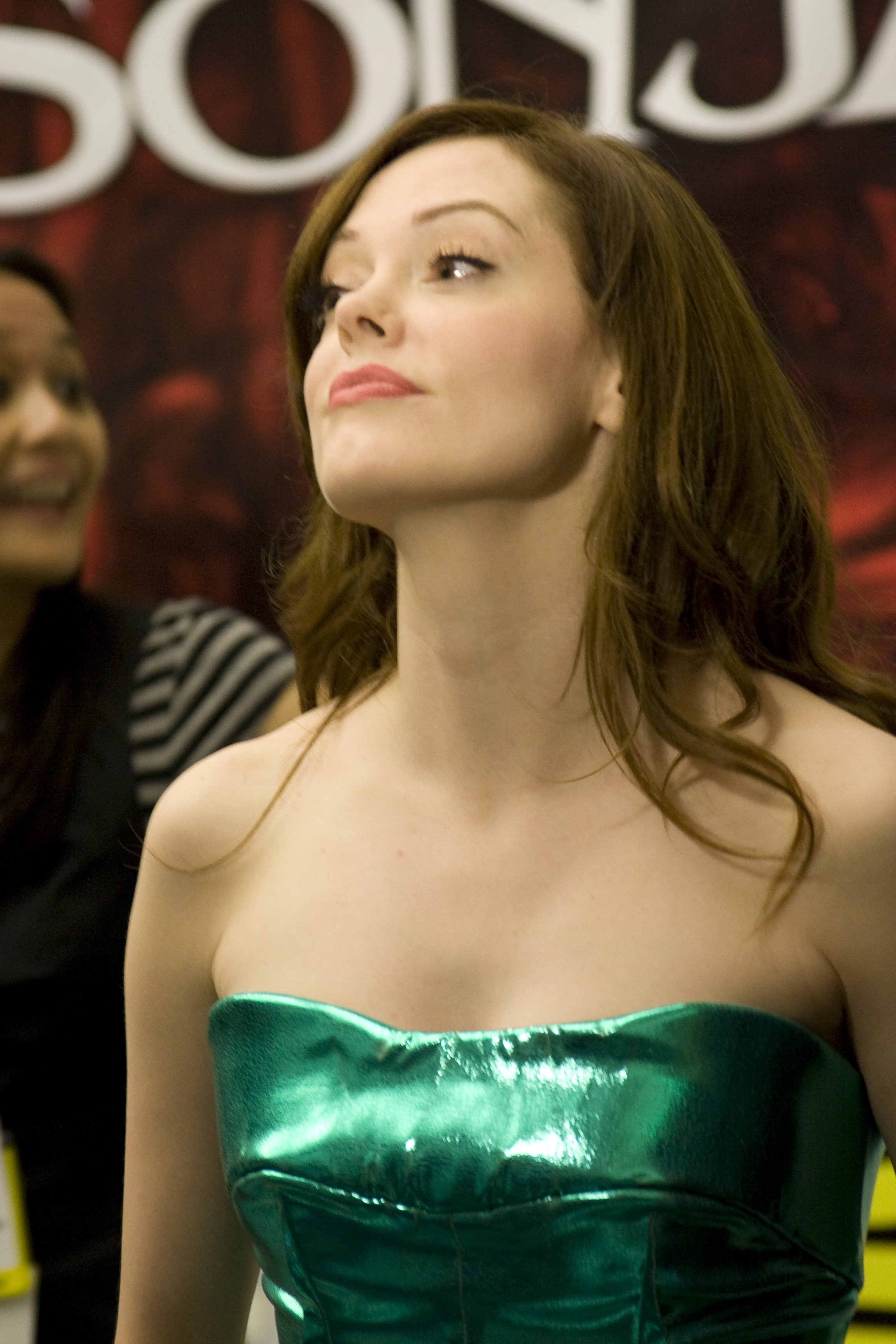
McGowan bij een promotie van Red Sonja in juli 2008

Vlak na de release van Grindhouse werd McGowans naam verbonden aan een aantal films dat uiteindelijk of niet werd gemaakt of een andere actrice in werd gecast: zo had Rodriguez haar de titelrol had gegeven in de remake van Barbarella, een film uit 1968 met Jane Fonda in de hoofdrol. Rodriguez castte haar ook in een remake van Red Sonja (1985). Daarbij werd McGowans naam regelmatig genoemd voor de rol van Ava Lord in het vervolg van Sin City (2005). Zowel Barbarella als Red Sonja kwamen niet van de grond; het vervolg van Sin City werd uiteindelijk bijna een decennium later uitgebracht als Sin City: A Dame to Kill For (2014), met Eva Green als Ava Lord.
In 2013 speelde ze een jonge Cora in de serie Once Upon a Time.

## Privéleven
In haar eerste jaren in Los Angeles kampte McGowan met een eetstoornis, tot op het punt dat ze nog maar 41 kilo woog.
In augustus 1993, tijdens de opnamen van The Doom Generation, werd McGowans toenmalige vriend Brett Cantor, de 25-jarige eigenaar van een nachtclub in Hollywood, vermoord. McGowan had veel moeite met het verwerken van zijn dood en vertelde in een interview dat ze zich volledig stortte op een zo goed mogelijke vertolking van haar personage in The Doom Generation.
In het najaar van 1997 ontmoette McGowan de shockrocker Marilyn Manson bij de première van Gummo (1997). McGowan had toen nog een relatie met een andere man maar beëindigde deze voor een toekomst met Manson. Ze werden verliefd en trokken al enige dagen na hun ontmoeting bij elkaar in. Op 12 februari 1999 werd bekendgemaakt dat McGowan zich had verloofd met Manson. In 2001 verbrak McGowan de verloving na twee jaar. In interviews liet ze weten moeite te hebben met de levensstijl die gepaard ging met het daten met een muzikant.
Tijdens de opnamen van Grindhouse kreeg McGowan een affaire met de regisseur Rodriguez, die destijds al 16 jaar lang getrouwd was en een gezin was begonnen. In eerste instantie ontkenden ze alle geruchten, maar in mei 2007 werd bekendgemaakt dat ze wel degelijk een relatie hadden. In oktober 2007 volgde een verloving. In oktober 2009 ging het koppel uit elkaar.
Na de release van Grindhouse merkte men op dat McGowans gezicht was veranderd. Ze gaf toe dat ze plastische chirurgie had ondergaan, maar legde uit dat ze dit uit medische redenen moest doen. Ze was in 2007 betrokken geraakt bij een auto-ongeluk, met als gevolg dat een stuk glas vast was komen te zitten in haar oog.
McGowan veroorzaakte in september 2008 een controverse door te vertellen dat ze hoogstwaarschijnlijk de Provisional Irish Republican Army had gesteund als ze in die periode in Ierland had gewoond. Ze werd bekritiseerd voor haar opmerkingen en haar uitspraken werden door velen als beledigend opgevat, onder wie verscheidene politici.

### Aanklachten tegen Harvey Weinstein
The New York Times maakte in oktober 2017 bekend dat McGowan een schikking voor een schadevergoeding van $ 100.000 dollar had getekend voor een incident met filmproducent Harvey Weinstein. Aanvankelijk kon McGowan vanwege zwijgplicht niet reageren op de schikking, maar na korte tijd verscheurde ze het contract en maakte publiekelijk aanklacht tegen Weinstein van verkrachting. McGowan beweerde dat ze in februari 1997, tijdens het promoten van de film Going All the Way op het Sundance Film Festival, door Weinstein in zijn hotelkamer te zijn uitgenodigd voor een 'zakenmeeting' en vervolgens door hem te zijn verkracht. McGowan had destijds juridisch advies gekregen dat "als actrice die naaktscènes heeft gedaan" onmogelijk een rechtszaak tegen de invloedrijke filmbaas zou winnen, waarop ze akkoord ging met de schikking. Ze vertelde nadien te zijn geblacklist in de filmindustrie en nauwelijks meer filmrollen bemachtigde.
Vlak voordat McGowan haar verhaal publiekelijk aankondigde, had Weinstein vernomen dat ze werkte aan een autobiografie en met journalisten afsprak. Daarop huurde hij privédetectives in van het Israëlische bureau Black Cube om haar te bespioneren en bood haar een afkoopsom van $ 1 miljoen dollar aan, hetgeen ze afsloeg. Ze liet zich publiekelijk fel uit tegen Weinstein en raakte nauw betrokken met de #MeToo-beweging die hier uit voortkwam over weerstand tegen seksuele intimidatie tegen vrouwen. Haar activisme binnen deze beweging legde ze vast in de documentairereeks Citizen Rose, die in januari 2018 werd vertoond op televisie. Diezelfde maand publiceerde ze haar autobiografie, waarin ze haar beschuldigingen tegen Weinstein in detail beschreef.
De advocaat van Weinstein ontkende de beschuldigingen van McGowan: "[McGowan] probeert de heer Weinstein zwart te maken met een grove leugen, die niet alleen door de heer Weinstein wordt ontkend maar ook door twee andere getuigen. Onder hen zijn de manager van mevrouw McGowan in de desbetreffende periode en collega-acteur Ben Affleck, tegen wie ze allebei gezegd zou hebben verkracht te zijn door de heer Weinstein. Althans, dat zegt ze nu. In 1997 zei ze tegen haar toenmalige manager en collega-acteur Affleck dat seksueel contact met wederzijdse toestemming was."